# William Henry Harrison
William Henry Harrison (ur. 9 lutego 1773 w hrabstwie Charles City, zm. 4 kwietnia 1841 w Waszyngtonie) – 9. prezydent USA.

## Młodość i edukacja
William Henry Harrison urodził się w 9 lutego 1773 w hrabstwie Charles City w kolonii Wirginii, jako najmłodsze z siedmiorga dzieci, zamożnego plantatora Benjamina Harrisona i jego żony Elizabeth. Po śmierci ojca w 1791, William trafił pod opiekę kupca Roberta Morrisa.
Ponieważ pochodził z bogatej rodziny, do 1787 roku naukę pobierał w domu. Następnie wstąpił do Sidney College, a w 1791 rozpoczął studia medyczne na University of Pennsylvania. Po niespełna 4 miesiącach porzucił naukę i zaciągnął się do wojska.

## Kariera wojskowa
Już po niecałym roku służby uzyskał awans na podporucznika i uczestniczył głównie w potyczkach z Indianami m.in. w bitwie pod Miami Rapids 20 sierpnia 1794 roku. 15 maja 1797 uzyskał stopień kapitana i komendanta Fort Washington, jednak 1 czerwca 1798 odszedł ze służby.
W tym samym roku został powołany na sekretarza Terytoriów Północno-Zachodnich, przez prezydenta Johna Adamsa. Po roku sprawowania urzędu ustąpił, ponieważ został przedstawicielem Terytoriów w Izbie Reprezentantów. Doprowadził wówczas do uchwalenia ustawy o podziale Terytoriów Północno-Zachodnich na Ohio i Terytorium Indiańskie. W 1801 roku Harrison został powołany na stanowisko gubernatora Indiany i naczelnika ds. indiańskich. Zajmował się głównie negocjacjami lub walką z Indianami, których wypierał coraz bardziej na zachód, realizując politykę ekspansjonizmu.
W 1805 roku, Szaunisi, pod wodzą braci Tecumseha i Tenskwatawy zorganizowali swoje plemiona, by powstrzymać Amerykanów. Z tego powodu, Harrison nie mógł zawrzeć żadnego układu handlowego z Indianami w latach 1806–1809 i uciekał się do bardziej drastycznych metod. 30 września 1809 roku podpisano pokojowy traktat z Fort Wayne, którego jednak Tecumseh nie uznał. Po nieudanych rokowaniach, 22 sierpnia 1811 prezydent Madison wydał zezwolenie Harrisonowi na użycie siły. Podczas gdy gubernator usiłował jeszcze bezskutecznych negocjacji, 7 listopada oddziały indiańskie zaatakowały obóz amerykański nad rzeką Tippecanoe. Dzień później wojska Harrisona odniosły zwycięstwo, jednak Indianie postanowili zawrzeć sojusz z Anglią. Harrison został awansowany na generała brygady i dowódcę wojsk całego Terytorium Północno-Zachodniego. Podczas wojny amerykańsko-brytyjskiej Harrison zajął Detroit 29 września 1813, a następnie pokonał Anglików pod Thames 5 października (w bitwie tej zginął m.in. przywódca Indian – Tecumseh). 31 maja 1814 Harrison podał się do dymisji. W 1818 otrzymał od prezydenta Jamesa Monro’ego – Złoty Medal Kongresu, za postawę podczas wojny roku 1812.

## Kariera polityczna
Po dwóch latach spędzonych na swojej farmie, Harrison został wybrany członkiem Izby Reprezentantów (1816-1818). Kiedy prezydentem został James Monroe Harrison zabiegał o stanowisko sekretarza wojny, a następnie – ministra pełnomocnego w Rosji. W obu wypadkach nie uzyskał nominacji. Od 1819 do 1821 roku pełnił funkcję senatora Senatu Ohio. Wybory w 1821 roku przegrał podobnie jak wybory do Izby Reprezentantów w 1822. Dwa lata później uzyskał mandat do Senatu USA i zasiadał w nim do 1828. Mając ambicje na wyższe stanowiska, liczył na nominację na placówkę dyplomatyczną w Meksyku, jednak został mianowany posłem w Kolumbii, którym był w latach 1828–1829.
Kiedy w wyborach prezydenckich w 1828 zdecydowane zwycięstwo odniósł kandydat Partii Demokratycznej Andrew Jackson, Harrison wraz z Henrym Clayem i Danielem Websterem zaczęli organizować partię przeciwników polityki Jacksona i Van Burena, która została nazwana Partią Wigów. Harrison został kandydatem wigów na prezydenta w 1836 r., jednak przegrał wyraźnie z van Burenem. Od 4 do 7 grudnia 1839 trwała konwencja wyborcza wigów, która wyłoniła swoich kandydatów w zbliżających się wyborach William Henry Harrison został kandydatem na prezydenta, natomiast John Tyler – na wiceprezydenta. W czasie kampanii wyborczej zwolennicy Harrisona, oskarżali Van Burena o rozrzutność i nadmierny luksus, natomiast jego przeciwnicy przedstawiali Harrisona jako agresora i „bohatera 40 klęsk”.

## Prezydentura i śmierć
W głosowaniu powszechnym Harrison uzyskał 52% głosów, a w głosowaniu Kolegium Elektorskiego – 234 głosy (niemal 80%), wobec 60 głosów dla urzędującego prezydenta Van Burena (nieco ponad 20%). Wiceprezydentem został John Tyler, natomiast Daniel Webster – sekretarzem stanu. W swoim przemówieniu inauguracyjnym Harrison zapowiedział kontynuację dotychczasowej polityki wobec Indian i przywrócenie przyjaznych stosunków z innymi państwami. Dwugodzinne przemówienie wygłaszał w deszczowy dzień bez kapelusza oraz płaszcza, by udowodnić, że jest pełen energii.
Trzy tygodnie po zaprzysiężeniu prezydent zachorował. Po początkowej poprawie, 3 kwietnia nastąpił nawrót zapalenia płuc. Harrison zmarł dzień później w Waszyngtonie i został pochowany w North Bend.

## Życie prywatne
William Henry Harrison poznał swoją przyszłą żonę, Annę Tuthil Symmes, w 1795 roku w Ohio. Ślub pary odbył się 25 listopada 1795 i doczekali się oni dziesięciorga dzieci.